# Мер'є (Фрібур)
Мер'є (фр. Meyriez) — громада  в Швейцарії в кантоні Фрібур, округ Зее.

## Географія
Громада розташована на відстані близько 26 км на захід від Берна, 15 км на північ від Фрібура.
Мер'є має площу 0,3 км², з яких на 91,2% дозволяється будівництво (житлове та будівництво доріг), 2,9% використовуються в сільськогосподарських цілях, 0% зайнято лісами, 5,9% не є продуктивними (річки, льодовики або гори).

## Демографія
2019 року в громаді мешкало 573 особи (-4,5% порівняно з 2010 роком), іноземців було 8,4%. Густота населення становила 1685 осіб/км².
За віковим діапазоном населення розподілялося таким чином: 16,8% — особи молодші 20 років, 62,1% — особи у віці 20—64 років, 21,1% — особи у віці 65 років та старші. Було 240 помешкань (у середньому 2,4 особи в помешканні).
Із загальної кількості 323 працюючих 0 було зайнятих в первинному секторі, 4 — в обробній промисловості, 319 — в галузі послуг.